# História evolutiva das plantas
A evolução das plantas ocorreu através de níveis de complexidade sucessivamente mais complexos, desde os primitivos tapetes de algas, passando pelos briófitos, licópodes, fetos (samambaias) e gimnospérmicas, até às complexas angiospérmicas da actualidade. Apesar das plantas mais simples continuarem a prosperar, em especial em ambientes semelhantes àqueles em que evoluíram, cada novo nível de organização tornou-se, eventualmente, melhor sucedido, na maioria dos aspectos, que o seu predecessor. Além disso, a maior parte das análises cladísticas, no ponto em que coincidem, sugerem que cada grupo mais complexo teve origem no grupo mais complexo da altura[carece de fontes?].
Registos fósseis sugerem que há cerca de 1200 milhões de anos (MA), já se formavam tapetes de algas em zonas úmidas na terra, no entanto, as plantas terrestres surgiram apenas durante o período Silúriano, há cerca de 500 MA[carece de fontes?]. Estas começaram a sua diversificação durante o final deste período, há cerca de 420 MA, sendo este fenómeno observado em detalhado admirável num depósito sedimentar fóssil datado do início do Devóniano e conhecido como Sílex de Rhynie. Este sílex preservou plantas primitivas com detalhes ao nível celular, petrificadas em nascentes termais vulcânicas. Em meados do Devóniano, a maioria das estruturas associadas às plantas atuais já eram visíveis, nomeadamente raízes, folhas e sementes [carece de fontes?]. No final deste período, as plantas atingiram um grau de sofisticação tal, que lhes permitiu formar florestas de árvore altas.
Após o Devóniano, a inovação evolutiva continuou, tendo a grande maioria dos grupos de plantas sobrevivido relativamente incólumes à extinção do Permiano-Triássico, apesar de ter ocorrido uma alteração ao nível da estrutura das comunidades[carece de fontes?]. Isto pode ter preparado o terreno para a evolução das plantas com flor durante o Triássico (~200 MA), surgindo em massa durante o Cretáceo e o Terciário[carece de fontes?]. As angiospérmicas monocotiledóneas foram o último grande grupo a evoluir, tornando-se importantes no em meados do Terciário, há cerca de 40 MA. As monocotiledóneas, bem como outros grupos, desenvolveram novos mecanismos metabólicos de forma a sobreviver às baixas concentrações de CO2 e às condições de aridez e calor nos trópicos presentes nos últimos 10 MA[carece de fontes?].

## Fatores que influenciam arquiteturas foliares
Vários fatores físicos e fisiológicos, como intensidade de luz, umidade, temperatura, velocidade do vento, genes, etc. influenciaram a evolução do formato e tamanho da folha. Árvores altas raramente têm folhas grandes, porque são danificadas por ventos fortes.
No nível genético, cientistas descobriram, há quase 450 milhões de anos, um interruptor que permitia que as plantas retardassem a reprodução e deslocassem novas células para baixo das pontas dos brotos, preparando-se para a diversificação das plantas. Estudos de desenvolvimento mostraram que a repressão dos genes KNOX é necessária para a iniciação do primórdio foliar. Isso é causado pelos genes ARP, que codificam fatores de transcrição. A descoberta de que os genes são responsáveis por alongar os caules de musgos e plantas com brotos elaborados, e exibe um mecanismo nascente para o desenvolvimento das brotações, pois as plantas emergiram inicialmente em terra e sugerem que uma mudança no momento e local da ação dos genes desencadeou a radiação do brotos.